# Уолш, Дон

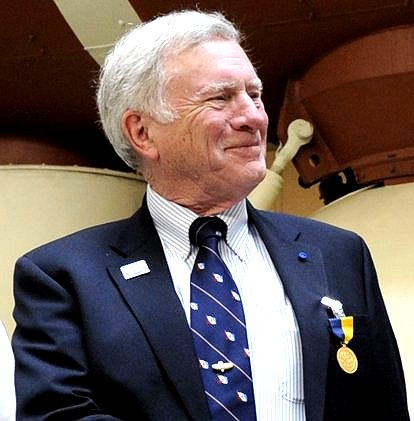
Уолш в 2010 году

Дон Уолш (англ. Don Walsh; 2 ноября 1931, Беркли, Калифорния, США — 12 ноября 2023) — американский морской специалист и учёный. Получил известность, когда вместе с Жаком Пикаром на батискафе «Триест» они стали первыми людьми, достигшими дна Марианского жёлоба — глубочайшего места на планете (зафиксированная глубина погружения — 11 022 метра).

## Биография
Дон Уолш родился в Беркли, в штате Калифорния. В 1948 году он поступил в Военно-морскую академию. После её окончания в 1954 году, и пошёл офицером на флот, где ходил преимущественно на подводных лодках, а также был командиром одной из них. Всего Уолш прослужил на флоте 15 лет и достиг звания капитана 1-го ранга, прежде чем ушёл в отставку.
Ещё в период военной службы он начал участвовать в научно-исследовательских программах флота. В рамках одной из них, проекта «Нектон», лейтенант Дон Уолш стал напарником известного французского исследователя Жака Пикара, вместе с которым на батискафе «Триест» 23 января 1960 года впервые в истории достигли дна Марианского жёлоба. Первоначально измеренная глубина погружения составила 10 915,8 метра, а после перепроверки снизилась до 10 911,2 метра. Общая продолжительность погружения составила 9 часов (спуск — 4 часа 48 минут, подъём — 3 часа 15 минут). Также Уолш лично курировал ряд программ, а в 1989 году созданная им компания International Maritime Incorporated начала сотрудничество с советским (ныне — российским) Институтом океанологии имени П. П. Ширшова.
За 50 лет исследовательской работы Уолш совершил множество путешествий и погружений, в том числе на аппаратах «Мир», спускался к Срединно-Атлантическому хребту и посещал такие известные корабли, как «Титаник» и «Бисмарк». В 2012 году участвовал в подготовке одиночного погружения на Deepsea Challenger американского кинорежиссёра Джеймса Кэмерона в Марианский жёлоб, который стал третьим, после Пикара и Уолша, достигнувшим его дна.
По данным на 2012 год, Дон Уолш вместе со своей женой Джоан жил в городке Дора в штате Орегон.

## Награды
Журнал Life назвал его одним из величайших исследователей. Военно-морская академия США присудила ему степень бакалавра в области инженерии, а университет штата Калифорния в Сан-Диего присудил ему звание магистра по политологии. 14 апреля 2010 года, спустя 50 лет после знаменитого погружения, Национальное географическое общество наградило Дона Уолша своей высшей наградой — медалью Хаббарда.
Также в честь Уолша назван один из отрогов горы Нортгемптон на земле Виктории в Антарктиде (72°40′ ю. ш. 169°22′ в. д.).